# Tour de Vendée 1993
Il Tour de Vendée 1993, ventiduesima edizione della corsa e valida come evento del circuito UCI categoria 1.4, si svolse il 25 aprile 1993 per un percorso totale di 202,3 km. Fu vinta dal russo Dimitri Zhdanov che terminò la gara con in 5h09'53" alla media di 39,17 km/h.

## Ordine d'arrivo (Top 10)
| Pos. | Corridore               | Squadra     | Tempo    |
| ---- | ----------------------- | ----------- | -------- |
| 1    | Dimitri Zhdanov         | Novemail    | 5h09'53" |
| 2    | Bruno Thibout           | Castorama   | a 25"    |
| 3    | Bart Leysen             | Lotto-Caloi | a 29"    |
| 4    | Erwin Thijs             | Collstrop   | a 31"    |
| 5    | Jean-Pierre Heynderickx | Collstrop   | a 48"    |
| 6    | Patrick Van Roosbroeck  | La William  | s.t.     |
| 7    | Marcel Wüst             | Novemail    | s.t.     |
| 8    | Herman Frison           | Lotto-Caloi | s.t.     |
| 9    | Mario De Clercq         | Lotto-Caloi | s.t.     |
| 10   | Jerry Cooman            | Trident     | s.t.     |